# Cesarolita
La cesarolita es un mineral hidróxido de plomo y manganeso cuya composición es PbMn4+3O6(OH)2.
Descrito por primera vez en 1920 por Henri Jean Francois Buttgenbach y C. Gillet, debe su nombre al profesor de mineralogía italo-belga Giuseppe Raimondo Pio Cesàro (1849-1939).

## Propiedades
La cesarolita es un mineral opaco de color gris o gris acero con brillo submetálico.
Es frágil, tiene una dureza de 4,5 en la escala de Mohs —entre la de la fluorita y la del apatito—  y una densidad de 5,29 g/cm³.
El sistema en el que cristaliza no es bien conocido: unas fuentes la incluyen en el sistema hexagonal, mientras que otras lo hacen en el trigonal.
Sus contenidos aproximados de plomo y manganeso son del 41% y del 33% respectivamente; como impurezas puede contener aluminio y hierro.
Asimismo, guarda una estrella relación química con la coronadita (Pb(Mn4+,Mn2+)8O16).

## Morfología y formación
En la naturaleza, la cesarolita se presenta como cortezas botrioidales o como masas semejantes al coque, en forma de material friable débilmente cohesivo que forma gránulos con los dedos.
Este mineral se ha encontrado en cavidades dentro de galena. Además de a la galena, la cesarolita aparece asociada a la coronadita.

## Yacimientos
La localidad tipo está en Tajerouine (gobernación de Al-Kāf, Túnez).
Hay depósitos en Austria (Spital am Semmering y Leogang), República Checa (montes Metálicos), Italia (Valdieri), Francia (en la mina La Sanguinéde, Saint-Laurent-le-Minier) y en Alemania (cerca de Oberwolfach, en la mina Clara, explotada por baritina y fluorita).
El Reino Unido cuenta con yacimientos en Caldbeck (Cumbria), Cranmore (Somerset) y Talybont (Ceredigion, Gales); este último enclave corresponde a la mina Eaglebrook, que se empezó a explotar en torno a 1700.